# Fimbristylis caroliniana
Fimbristylis caroliniana là loài thực vật có hoa trong họ Cói. Loài này được (Lam.) Fernald mô tả khoa học đầu tiên năm 1940.